# 方振宇
方振宇（1998年11月16日—），臺南人，臺灣残疾人羽毛球運動員，參與SU5級賽事，在2020年東京帕運羽球男單SU5級獲得第四名。亦雙棲田徑，多次在中華民國全國身心障礙國民運動會奪牌。

## 出生背景
方振宇因出生時難產導致左手肩膀神經叢損傷，造成左側上肢肌肉萎縮，手部經過多次手術及復健仍無法做出精細抓握。國中時初次接觸羽球，沒多久就在全國身心障礙國民運動會奪得銀牌，也因為國中表現優異而被引薦至新豐高中接受正規訓練，後就讀國立體育大學及該校研究所。

## 羽球生涯
方振宇高二時首度成為國手，此後在國際賽漸有斬獲。2017年，在日本帕拉國際賽晉級男雙四強、亞洲帕拉錦標賽男單八強；2019年，世界帕拉錦標賽男單八強、泰國帕拉國際賽男單亞軍；2020年於秘魯帕拉國際賽再度獲得男單亞軍。

### 2021年：東京帕運第四名
2021年舉辦的東京帕運首度將羽球列入比賽項目，方振宇以外卡身分獲得羽球項目男子單打SU5級參賽資格，首度代表中華台北參加帕運，也是臺灣首位帕運羽球參賽選手。
小組賽階段，方振宇在第一場賽事以21－16、17－21、21－10擊敗日本選手今井大湧；第二場賽事以13－21、9－21不敵馬來西亞的謝儮好；第三場賽事以21－6、21－2擊敗埃及選手埃爾達克羅里，最終以小組賽第二晉級四強淘汰賽。淘汰賽階段，方振宇於9月4日上午舉行的準決賽再度遭遇馬來西亞的謝儮好，以1比2（21－15、10－21、16－21）落敗，下午在銅牌戰亦以直落二（16－21、9－21）不敵印尼選手努格羅，以第四名作收賽。由於羽球賽程結束後，中華台北代表團僅剩方振宇留在東京，他也因此順勢成為東京帕運閉幕式掌旗官。

### 2022年－2023年
2022年3月，方振宇在西班牙帕拉二級國際賽男子單打SU5級奪得生涯第一座國際賽冠軍。6月，於加拿大帕拉國際賽男單奪得生涯第二冠。方振宇在該年另於西班牙一級賽、四國（4 Nationals）晉級四強，泰國獲得亞軍。
自2023年起，方振宇與蒲貴煜搭檔參加SU5級男雙賽事。方振宇除了在西班牙兩站賽事獲得男單一銀一銅，與蒲貴煜在男雙賽事亦兩度晉級四強。2023年6月，方振宇在加拿大帕拉羽球國際賽男單決賽再次敗於決馬來西亞的謝儮好，獲得亞軍。

## 主要比賽成績
只列出曾進入準決賽的國際賽事成績：
| 年份   | 賽事                         | 公開賽級別 | 項目          | 搭檔   | 成績   |
| ------ | ---------------------------- | ---------- | ------------- | ------ | ------ |
| 2017年 | 日本帕拉羽毛球國際賽         |            | 男子雙打SU5級 | 葉恩銓 | 準決賽 |
| 2019年 | 泰國帕拉羽毛球國際賽         |            | 男子單打SU5級 | －     | 亞軍   |
| 2020年 | 秘魯帕拉羽毛球國際賽         |            | 男子單打SU5級 | －     | 亞軍   |
| 2021年 | 夏季帕拉林匹克運動會羽球比賽 | 其他       | 男子單打SU5級 | －     | 第四名 |
| 2022年 | 西班牙帕拉羽毛球國際賽II     | 第二級     | 男子單打SU5級 | －     | 冠軍   |
| 2022年 | 西班牙帕拉羽毛球國際賽       | 第一級     | 男子單打SU5級 | －     | 準決賽 |
| 2022年 | 加拿大帕拉羽毛球國際賽       | 第一級     | 男子單打SU5級 | －     | 冠軍   |
| 2022年 | 四國帕拉羽毛球國際賽         | 第一級     | 男子單打SU5級 | －     | 準決賽 |
| 2022年 | 泰國帕拉羽毛球國際賽         | 第一級     | 男子單打SU5級 | －     | 亞軍   |
| 2023年 | 西班牙帕拉羽毛球國際賽       | 第二級     | 男子單打SU5級 | －     | 準決賽 |
| 2023年 | 西班牙帕拉羽毛球國際賽       | 第二級     | 男子雙打SU5級 | 蒲貴煜 | 準決賽 |
| 2023年 | 西班牙托雷多帕拉羽毛球國際賽 | 第一級     | 男子單打SU5級 | －     | 亞軍   |
| 2023年 | 西班牙托雷多帕拉羽毛球國際賽 | 第一級     | 男子雙打SU5級 | 蒲貴煜 | 準決賽 |
| 2023年 | 巴西帕拉羽毛球國際賽         | 第二級     | 男子單打SU5級 | －     | 準決賽 |
| 2023年 | 泰國帕拉羽毛球國際賽         | 第二級     | 男子單打SU5級 | －     | 準決賽 |
| 2023年 | 加拿大帕拉羽毛球國際賽       | 第一級     | 男子單打SU5級 | －     | 亞軍   |
| 2023年 | 西澳洲帕拉羽毛球國際賽       | 第二級     | 男子單打SU5級 | －     | 準決賽 |
| 2023年 | 亞洲帕拉運動會羽球比賽       | 其他       | 男子單打SU5級 | －     | 銅牌   |
| 2023年 | 亞洲帕拉運動會羽球比賽       | 其他       | 男子雙打SU5級 | 蒲貴煜 | 銅牌   |
| 2023年 | 日本帕拉羽毛球國際賽         | 第二級     | 男子單打SU5級 | －     | 冠軍   |
| 2023年 | 世界能力運動會               | 第三級     | 男子單打SU5級 | －     | 銀牌   |
| 2023年 | 世界能力運動會               | 第三級     | 男子雙打SU5級 | 蒲貴煜 | 銅牌   |
| 2023年 | 杜拜帕拉羽毛球國際賽         | 第二級     | 男子雙打SU5級 | 蒲貴煜 | 亞軍   |
| 2024年 | 世界帕拉羽球錦標賽           | 其他       | 男子單打SU5級 | －     | 季軍   |

| 2022年以後 | 第一級 | 第二級 | 第三級 | 其他 |

## 田徑生涯
方振宇在國內亦雙棲田徑，多次代表臺南市參與中華民國全國身心障礙國民運動會在肢障男子組400公尺、跳高、跳遠奪牌，曾在2020年破400公尺、跳遠的大會和全國紀錄。

## 外部連結
- 方振宇在BWFBadminton.com（英语）
- 方振宇在Paralympic.org（英语）
- 方振宇的Facebook專頁
- 方振宇的Instagram帳戶

| 残疾人奥林匹克运动会 | 残疾人奥林匹克运动会           | 残疾人奥林匹克运动会 |
| -------------------- | ------------------------------ | -------------------- |
| 前任： 林資惠        | 中華台北閉幕式掌旗官 2020 東京 | 繼任： '             |
| 亚洲残疾人运动会     |                                |                      |
| 前任： 謝宗翰        | 中華台北閉幕式掌旗官 2022 杭州 | 繼任： '             |